# Wakkerzeel
Wakkerzeel is een dorp in de Belgische gemeente Haacht in de provincie Vlaams-Brabant. Landbouwkundig hoort het dorp tot de Brabantse Kempen.

## Geschiedenis
De oudste gekende vermelding van de plaats stamt uit 1157 en maakt gewag van Wackersele. Deze naam valt etymologisch te verklaren als het klein huisje van Walchari. Wakkerzeel was eeuwenlang een bedevaartsoord en is sinds 1577 een parochie. Bij de oprichting van de gemeenten in 1795 vormde Wakkerzeel samen met Werchter en Tremelo de gemeente Werchter. Bij de gemeentelijke herindeling van 1977 verhuisde het dorp van Werchter naar Haacht. 

## Beschrijving
De kasseistroken in het dorp en de omgeving karakteriseren er het landschap. Recent werden enkele van de landschapselementen langs de Dijle opgeofferd voor het busvervoer tijdens Rock Werchter. In het dorp zelf bevindt zich nog een strook kasseien. Door de rand van Wakkerzeel loopt de Wijgmaalsesteenweg.
De plaats telt een basisschool (VBS "De Vuurboom" Wakkerzeel), een voetbalploeg (VK Wakkerzeel), een fanfare (Koninklijke Fanfare Recht en Vooruit Wakkerzeel) en een afdeling van de jeugdbeweging KLJ.  

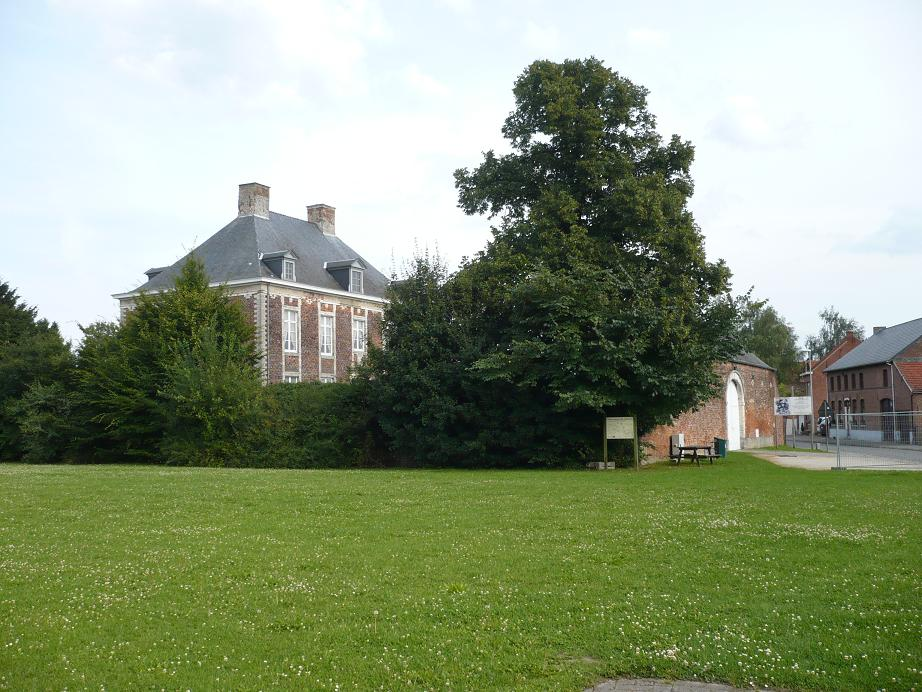
Pastorie Wakkerzeel

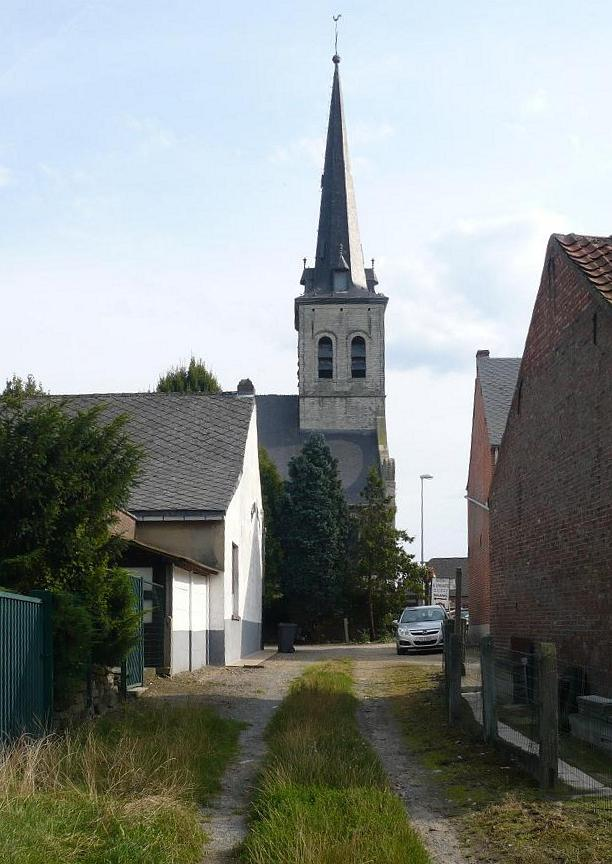
Sint-Hubertuskerk Wakkerzeel

## Bezienswaardigheden
- De Kraeneveldhoeve
- De geklasseerde Sint-Hubertuskerk
- De pastorij, die recent gerenoveerd werd.

## Natuur en landschap
Wakkerzeel ligt op een hoogte van ongeveer 15 meter. De Dijle loopt ten oosten van Wakkerzeel om ten noorden ervan scherp westwaarts te buigen. Vanuit het oosten vloeit hier de -veel bredere- Demer in de Dijle.

## Nabijgelegen kernen
Wespelaar, Wijgmaal, Werchter